# Zapada cinctipes
Zapada cinctipes är en bäcksländeart som först beskrevs av Banks 1897.  Zapada cinctipes ingår i släktet Zapada och familjen kryssbäcksländor. Inga underarter finns listade i Catalogue of Life.